# Línea 210 (Interurbanos Madrid)
La línea 210 de la red de autobuses interurbanos de Madrid une el Hospital Infanta Sofía de San Sebastián de los Reyes con Paracuellos de Jarama.

## Características
Esta línea une Paracuellos de Jarama con su hospital de referencia con un recorrido que dura aproximadamente 60 min entre cabeceras. Esta línea da servicio a la zona norte del municipio de San Sebastián de los Reyes, circulando posteriormente por el núcleo urbano de Belvis de Jarama, el polígono industrial de Paracuellos de Jarama, el núcleo urbano de esta localidad y la Urbanización Miramadrid.
La línea se creó el 18 de febrero de 2008 tras la apertura del hospital en San Sebastián de los Reyes. Anteriormente ambos municipios carecían de conexión directa.
Hasta el 8 de julio de 2014, existía una parada dentro de Belvis del Jarama en la Plaza de la Libertad que servía de cabecera para la línea 211. Esta parada era 07352 - Plaza de la Libertad - Ayuntamiento. Además existían dos paradas alternativas en las inmediaciones de la Calle Mayor y el cruce con la Calle de la Ronda del Vivero. Las tres paradas fueron sustituidas por las actuales 19373 y 19374 situadas a las afueras de la Calle Mayor.
Existe una peculiaridad con las tarifas de la línea, referente a las zonas tarifarias que recorre. Comienza en la corona tarifaria B1 en San Sebastián de los Reyes y también finaliza en dicha corona tarifaria B1 en Paracuellos de Jarama, pero en el recorrido intermedio realizan paradas en la corona tarifaria B2. Se trata de las pocas líneas interurbanas que discurren por una corona tarifaria superior a su cabecera y terminal. Debido a las normas de autobuses interurbanos, en aquellas líneas que entren y salgan de una corona tarifaria, los viajeros deberán abonar el billete correspondiente a la zona superior (siempre que dicha línea realice parada en dicha corona).
Es por esto que aunque la cabecera y terminal de la línea se encuentren en la misma corona tarifaria, en este caso B1, se aplicará la tarifa de la zona B2 independientemente que el usuario realice el viaje entre la cabecera y terminal de la línea.
Siguiendo la numeración de líneas del CRTM, las líneas que circulan por el corredor 2 son aquellas que dan servicio a los municipios situados en torno a la A-2 y comienzan con un 2. Aquellas numeradas dentro de la decena 210 corresponden a aquellas que circulan por Paracuellos de Jarama.
La línea mantiene los mismos horarios todo el año (exceptuando las vísperas de festivo y festivos de Navidad).
Está operada por la empresa ALSA mediante la concesión administrativa VCM-203 - Madrid - Paracuellos de Jarama - Valdeavero (Viajeros Comunidad de Madrid) del Consorcio Regional de Transportes de Madrid.
1. ↑  ALSA. «Listado de líneas que forman la concesión del CRT de Madrid a ALSA». Archivado desde el original el 2 de abril de 2014. Consultado el 12 de febrero de 2014.
2. ↑  El Pais. «El Hospital Infanta Sofía atiende a sus primeros 176 pacientes». Consultado el 25 de noviembre de 2023.
3. ↑  Deloitte. «Plan de Movilidad Urbana Sostenible en el municipio de Paracuellos de Jarama». Consultado el 12 de enero de 2024.
4. ↑  CRTM. «Plano de los transportes de Paracuellos de Jarama». Consultado el 12 de enero de 2024.

## Horarios
| Lunes a viernes laborables | Lunes a viernes laborables | Sábados laborables, domingos y festivos | Sábados laborables, domingos y festivos |
| S.S. Reyes > Paracuellos   | Paracuellos > S.S. Reyes   | S.S. Reyes > Paracuellos                | Paracuellos > S.S. Reyes                |
| 07:15                      | 06:30                      | 07:10                                   | 06:30                                   |
| 08:00                      | 07:15                      | 08:40                                   | 07:55                                   |
| 09:15                      | 08:15                      | 10:10                                   | 09:25                                   |
| 10:15                      | 09:15                      | 11:40                                   | 10:55                                   |
| 11:15                      | 10:15                      | 13:10                                   | 12:25                                   |
| 12:15                      | 11:15                      | 14:40                                   | 13:55                                   |
| 13:15                      | 12:15                      | 16:10                                   | 15:25                                   |
| 14:15                      | 13:15                      | 17:40                                   | 16:55                                   |
| 15:15                      | 14:15                      | 19:10                                   | 18:25                                   |
| 15:45                      | 15:00                      | 20:40                                   | 19:55                                   |
| 17:15                      | 16:30                      | 22:10                                   | 21:25                                   |
| 18:45                      | 18:00                      | 23:40                                   | 22:55                                   |
| 20:15                      | 19:30                      |                                         |                                         |
| 21:45                      | 21:00                      |                                         |                                         |
| 23:15                      | 22:30                      |                                         |                                         |

## Recorrido y paradas

### Sentido Paracuellos de Jarama
La línea tiene su cabecera junto al Hospital Infanta Sofía de San Sebastián de los Reyes, en el Paseo de Europa. En este punto tiene correspondencia con varias líneas interurbanas y con la línea 10 del Metro de Madrid, dentro del tramo de MetroNorte, en su cabecera en la Estación de Hospital Infanta Sofía. Inicia su recorrido por este paseo hacia el Norte hasta incorporarse a la N-1, donde tiene una parada junto al Centro Comercial Alegra.
Al final de la N-1 se incorpora a la carretera M-100, donde tiene una parada en la rotonda en que enlaza con las carreteras M-106 y M-111, circulando por esta última en dirección a Belvis del Jarama y Paracuellos de Jarama.
Sale de la carretera para dar servicio a Belvis de Jarama, localidad perteneciente a Paracuellos de Jarama, en la que tiene parada en la Calle Mayor. Tras este recorrido, se incorpora de nuevo a la carretera M-111 en dirección a Paracuellos de Jarama. En la carretera M-111 tiene a continuación paradas que dan servicio al Polígono La Granja, la Urbanización Peña del Cuervo y el Polígono El Cerbellón.
Al llegar a la rotonda con la carretera M-113 se dirige por esta hacia el casco urbano de Paracuellos de Jarama, con paradas antes de entrar en el mismo por la Calle Real, donde tiene otra parada.
Dentro del casco urbano de Paracuellos de Jarama, la línea circula por el Paseo del Radar, la Avenida de los Charcos, la Avenida de Juan Pablo II y finalmente la Avenida de la Circunvalación, siendo la última parada su cabecera en la intersección con la Avenida de los Charcos.
| Código | Zona | Localidad                  | Denominación                                               | Ubicación                       | Líneas de la parada                                              | Metro                  |
| ------ | ---- | -------------------------- | ---------------------------------------------------------- | ------------------------------- | ---------------------------------------------------------------- | ---------------------- |
| 17474  |      | San Sebastián de los Reyes | Paseo de Europa - Hospital Infanta Sofía                   | Paseo de Europa Nº11            | 152C 161 166 171 180 181 182 183 191193194195196197210 N103 N104 | Hospital Infanta Sofía |
| 16437  |      | San Sebastián de los Reyes | Carretera Antigua de Burgos - Centro Comercial Alegra      | N-1 km. 19,9                    | 161 166 171 180 181 182 183 185 191193194195196197210 N103 N104  |                        |
| 10227  |      | San Sebastián de los Reyes | Carretera M-100 - Camino viejo de Barajas                  | M-100 km. 22,2                  | 180 181 182 183 184 185 197 210 N103                             |                        |
| 06736  |      | San Sebastián de los Reyes | Carretera M-100 - El Casetón                               | M-100 km. 21,6                  | 180 181 182 183 184 185 197 210 N103                             |                        |
| 19374  |      | Belvis del Jarama          | Belvis del Jarama - Calle Mayor                            | Calle Mayor Nº1                 | 210213                                                           |                        |
| 19373  |      | Belvis del Jarama          | Belvis del Jarama - Calle Mayor                            | Calle Mayor Nº1                 | 210 213                                                          |                        |
| 07353  |      | Paracuellos de Jarama      | Carretera M-111 - La Veguilla                              | M-111 km. 9,4                   | 210 213                                                          |                        |
| 07354  |      | Paracuellos de Jarama      | Carretera M-111 - Urbanización Lomas del Jarama            | M-111 km. 6,8                   | 210 213 263                                                      |                        |
| 07355  |      | Paracuellos de Jarama      | Carretera M-111 - La Granja                                | M-111 km. 6,3                   | 210 213 263                                                      |                        |
| 07356  |      | Paracuellos de Jarama      | Carretera M-111 - Polígono industrial Guillermo Mesa       | M-111 km. 5,7                   | 210 213 263                                                      |                        |
| 07306  |      | Paracuellos de Jarama      | Carretera M-111 - Camino de Camposanto                     | M-111 km. 5,4                   | 210 213 263                                                      |                        |
| 07357  |      | Paracuellos de Jarama      | Carretera M-111 - Polígono industrial El Pulido            | M-111 km. 4,7                   | 210 213 263                                                      |                        |
| 07359  |      | Paracuellos de Jarama      | Carretera M-111 - Calle de Juan Ramón Jiménez              | M-111 km. 4,2                   | 210 213 263                                                      |                        |
| 16198  |      | Paracuellos de Jarama      | Carretera M-111 - Polígono industrial Lama                 | M-111 km. 3,7                   | 210 213 263                                                      |                        |
| 07336  |      | Paracuellos de Jarama      | Carretera M-113 - Residencial Jarama                       | M-113 km. 0,1                   | 210 211 212 213 256 N204                                         |                        |
| 07337  |      | Paracuellos de Jarama      | Carretera M-113 - Residencial Nuevo Amanecer               | M-113 km. 0,5                   | 210 211 212 213 256 N204                                         |                        |
| 07338  |      | Paracuellos de Jarama      | Carretera M-113 - Navegación Aérea                         | M-113 km. 1,2                   | 210 211 212 213 256 N204                                         |                        |
| 15767  |      | Paracuellos de Jarama      | Calle Real - Calle Atarre                                  | Calle Real Nº25                 | 210 211 212 213 256 N204 1 2                                     |                        |
| 11967  |      | Paracuellos de Jarama      | Paseo del Radar - Avenida de Andalucía                     | Paseo del Radar Nº2A            | 210 212 215 N204 1 2                                             |                        |
| 17299  |      | Paracuellos de Jarama      | Paseo del Radar - Calle de Extremadura                     | Paseo del Radar Nº36            | 210 212 215 N204                                                 |                        |
| 17292  |      | Paracuellos de Jarama      | Avenida de los Charcos - Plaza de los Deportes             | Avenida de los Charcos Nº1      | 210 212 215 N204                                                 |                        |
| 17290  |      | Paracuellos de Jarama      | Avenida de los Charcos - Calle Río Torote                  | Avenida de los Charcos Nº1      | 210 212 215 N204                                                 |                        |
| 17288  |      | Paracuellos de Jarama      | Avenida de los Charcos - Paseo de las Camelias             | Avenida de los Charcos Nº1      | 210 212 215 N204                                                 |                        |
| 17286  |      | Paracuellos de Jarama      | Avenida de Juan Pablo II - Calle Gaspar de Morales         | Avenida de Juan Pablo II Nº28   | 210 212 N204 1 2                                                 |                        |
| 17284  |      | Paracuellos de Jarama      | Avenida de Juan Pablo II - Avenida Valdediego              | Avenida de Juan Pablo II Nº44   | 210 212 N204 1 2                                                 |                        |
| 17281  |      | Paracuellos de Jarama      | Avenida de Juan Pablo II - Calle de Santiago Apóstol       | Avenida de Juan Pablo II Nº52   | 210 212 1 2                                                      |                        |
| 17279  |      | Paracuellos de Jarama      | Avenida de Circunvalación - Calle Nuestra Señora de Belvis | Avenida de Circunvalación Nº351 | 210 212 N204 1 2                                                 |                        |
| 17278  |      | Paracuellos de Jarama      | Avenida de Circunvalación - Avenida de los Charcos         | Avenida de Circunvalación Nº321 | 210212N204 1 2                                                   |                        |

1. 1 2 3 4 5 6 7 8 9 10 11 12 13 14  Sólo permite la subida de viajeros
2. 1 2 3 4 5 6  Sólo permite el descenso de viajeros

### Sentido San Sebastián de los Reyes
El recorrido de vuelta es igual al de la ida pero en sentido contrario.
| Código | Parada | Común con                  | Conexión con Metro                                         | Municipio                       | Zona                                                           |                        |
| ------ | ------ | -------------------------- | ---------------------------------------------------------- | ------------------------------- | -------------------------------------------------------------- | ---------------------- |
| 17277  |        | Paracuellos de Jarama      | Avenida de Circunvalación - Avenida de los Charcos         | Avenida de Circunvalación Nº319 | 210 212 N204 1 2                                               |                        |
| 17280  |        | Paracuellos de Jarama      | Avenida de Circunvalación - Calle Nuestra Señora de Belvis | Avenida de Circunvalación Nº351 | 210 212 N204 1 2                                               |                        |
| 17282  |        | Paracuellos de Jarama      | Avenida de Juan Pablo II - Calle Los Andes                 | Avenida de Juan Pablo II Nº53   | 210 212 N204 1 2                                               |                        |
| 17283  |        | Paracuellos de Jarama      | Avenida de Juan Pablo II - Avenida Valdediego              | Avenida de Juan Pablo II Nº35   | 210 212 N204 1 2                                               |                        |
| 17285  |        | Paracuellos de Jarama      | Avenida de Juan Pablo II - Paseo de las Camelias           | Avenida de Juan Pablo II Nº28   | 210 212 N204 1 2                                               |                        |
| 17287  |        | Paracuellos de Jarama      | Avenida de los Charcos - Paseo de las Camelias             | Avenida de los Charcos Nº1      | 210 212 215 N204                                               |                        |
| 17291  |        | Paracuellos de Jarama      | Avenida de los Charcos - Plaza de los Deportes             | Avenida de los Charcos Nº1      | 210 212 215 N204                                               |                        |
| 17298  |        | Paracuellos de Jarama      | Paseo del Radar - Calle de Extremadura                     | Paseo del Radar Nº35            | 210 212 215 N204                                               |                        |
| 11966  |        | Paracuellos de Jarama      | Paseo del Radar - Calle de Murcia                          | Paseo del Radar Nº2A            | 210 212 215 N204 1 2                                           |                        |
| 15766  |        | Paracuellos de Jarama      | Calle Real - Calle Ronda de las Cuestas                    | Calle Ronda de las Cuestas Nº2  | 210 211 212 213 256 N204                                       |                        |
| 07342  |        | Paracuellos de Jarama      | Carretera M-113 - Navegación Aérea                         | M-113 km. 1,3                   | 210 211 212 213 256 N204                                       |                        |
| 07343  |        | Paracuellos de Jarama      | Carretera M-113 - Residencial Nuevo Amanecer               | M-113 km. 0,8                   | 210 211 212 213 256 N204                                       |                        |
| 07344  |        | Paracuellos de Jarama      | Carretera M-113 - Residencial Jarama                       | M-113 km. 0,1                   | 210 211 212 213 256 N204                                       |                        |
| 07345  |        | Paracuellos de Jarama      | Carretera M-111 - Calle Polvorines                         | M-111 km. 4,4                   | 210 213 263                                                    |                        |
| 07347  |        | Paracuellos de Jarama      | Carretera M-111 - Polígono industrial El Pulido            | M-111 km. 4,7                   | 210 213 263                                                    |                        |
| 07307  |        | Paracuellos de Jarama      | Carretera M-111 - Camino de Camposanto                     | M-111 km. 5,4                   | 210 213 263                                                    |                        |
| 07348  |        | Paracuellos de Jarama      | Carretera M-111 - Polígono industrial Guillermo Mesa       | M-111 km. 5,7                   | 210 213 263                                                    |                        |
| 07349  |        | Paracuellos de Jarama      | Carretera M-111 - La Granja                                | M-111 km. 6,3                   | 210 213 263                                                    |                        |
| 07350  |        | Paracuellos de Jarama      | Carretera M-111 - Urbanización Lomas del Jarama            | M-111 km. 6,8                   | 210 213 263                                                    |                        |
| 07351  |        | Paracuellos de Jarama      | Carretera M-111 - La Veguilla                              | M-111 km. 9,2                   | 210 213                                                        |                        |
| 19374  |        | Belvis del Jarama          | Belvis del Jarama - Calle Mayor                            | Calle Mayor Nº1                 | 210213                                                         |                        |
| 19373  |        | Belvis del Jarama          | Belvis del Jarama - Calle Mayor                            | Calle Mayor Nº1                 | 210 213                                                        |                        |
| 06747  |        | San Sebastián de los Reyes | Carretera M-100 - El Casetón                               | M-100 km. 21,6                  | 180 181 182 183 184 185 197210N103                             |                        |
| 10228  |        | San Sebastián de los Reyes | Carretera M-100 - Camino viejo de Barajas                  | M-100 km. 22,4                  | 180 181 182 183 184 185 197210N103                             |                        |
| 16438  |        | San Sebastián de los Reyes | Carretera Antigua de Burgos - Centro Comercial Alegra      | N-1 km. 19,9                    | 166 171 180 181 182 183 184 185 191193194195196197210N103 N104 |                        |
| 17025  |        | San Sebastián de los Reyes | Paseo de Europa - Hospital Infanta Sofía                   | Paseo de Europa Nº11            | 166 171 180 181 182 183 184 191193194195196197210N103 N104     | Hospital Infanta Sofía |

1. 1 2 3 4 5 6 7 8 9 10 11 12 13 14 15 16 17 18 19 20 21 22 23 24 25 26 27  Sólo permite el descenso de viajeros